# Anna Roos
Anna Roos, född 1961, är en svensk biolog, filosofie doktor i toxikologi från Uppsala Universitet, författare och fotograf.

## Biografi
Roos disputerade 2013 på en avhandling om hälsa och miljöföroreningar hos uttrar. Hon är (2020) verksam som intendent vid Enheten för Miljöforskning och Övervakning på Naturhistoriska riksmuseet i Stockholm, där hon driver projekt om framför allt miljögifter och hälsa hos akvatiska djur som utter, säl, fiskgjuse och tumlare. Tidigare var hon även projektledare för ett avelsprojekt för gråsäl i Forsmark.
Roos föreläser främst om sälar, uttrar och miljögifter – både i Sverige och utomlands. Detta ger stoff till böcker och tidskriftsartiklar för både barn och vuxna.
Roos vetenskapliga publicering har (2020) enligt Google Scholar över 1300 citeringar och ett h-index på 21.

## Priser och utmärkelser
- Årets Pandabok (barnboksklassen) 2001